# کالیدو سیدیبه
کالیدو سیدیبه (انگلیسی: Kalidou Sidibé؛ زادهٔ ۲۸ ژانویهٔ ۱۹۹۹) بازیکن فوتبال اهل فرانسه است که در پست هافبک برای تیم گنگام بازی می‌کند.
از باشگاه‌هایی که در آن بازی کرده‌است می‌توان به باشگاه فوتبال تولوز اشاره کرد.